# Руда-Жмігродзька
Руда-Жміґродзька (пол. Ruda Żmigrodzka) — село в Польщі, у гміні Жміґруд Тшебницького повіту Нижньосілезького воєводства.
Населення — 205 осіб (2011).
У 1975-1998 роках село належало до Вроцлавського воєводства.

## Демографія
Демографічна структура станом на 31 березня 2011 року:
|          | Загалом | Допрацездатний вік | Працездатний вік | Постпрацездатний вік |
| -------- | ------- | ------------------ | ---------------- | -------------------- |
| Чоловіки | 95      | 16                 | 71               | 8                    |
| Жінки    | 110     | 24                 | 63               | 23                   |
| Разом    | 205     | 40                 | 134              | 31                   |